# Diony Guerra
Diony Guerra (27 de setembro de 1970) é um ex-futebolista venezuelano que atuava como atacante.

## Carreira
Diony Guerra integrou a Seleção Venezuelana de Futebol na Copa América de 1995.